# Muttenz
Muttenz är en ort och kommun i distriktet Arlesheim i kantonen Basel-Landschaft i Schweiz. Kommunen har 18 234 invånare (2023). Orten ligger strax sydost om staden Basel.
En majoritet (89,6 %) av invånarna är tyskspråkiga (2014). En italienskspråkig minoritet på 2,5 % lever i kommunen. 28,1 % är katoliker, 34,7 % är reformert kristna och 37,1 % tillhör en annan trosinriktning eller saknar en religiös tillhörighet (2014).